# CD2
T-cell surface antigen CD2 ist ein Oberflächenprotein.

## Eigenschaften
CD2 bindet an LFA-3 (CD58) und CD48/BCM1 und vermittelt Zelladhäsion zwischen T-Zellen und anderen Zelltypen. CD2 ist an der Aktivierung von T-Zellen beteiligt. Der cytoplasmatische Bereich leitet eine Signaltransduktion weiter, wodurch es zu einer Verstärkung der Sekretion von Interferon-gamma und Interleukin 8 und der Bildung von Tumornekrosefaktor führt. CD2 ist glykosyliert und besitzt Disulfidbrücken.